# Kostendekkingsgraad
De kostendekkingsgraad is in enge zin een financiële ratio gebruikt in het openbaar vervoer en geeft aan voor welk deel de opbrengsten uit kaartverkoop de totale kosten van het openbaar vervoer dekken. Het resterende deel van de kosten wordt meestal via belastingen betaald. In ruime zin kan ook gekeken worden naar indirecte opbrengsten als minder verkeerscongestie en verkeersongevallen.
In enge, zuiver economische zin geeft een hoge kostendekkingsgraad aan dat het openbaar vervoer voor een groot deel zelfvoorzienend is.

## Kostendekkingsgraad Nederland
In Nederland wordt het openbaar vervoer over het algemeen door de overheid gesubsidieerd via de DRU-gelden. Een DRU-bedrag (dienstregelinguur) staat voor de subsidie die de overheid verleent om één voertuig één uur te laten rijden. De kostendekkingsgraad van het openbaar vervoer verschilt per regio en jaar.

### DRU-tarief in euro's
| Jaar | G3 bus | G3 tram | G3 metro | Stedelijk rondom G3 | Stedelijk overig | Landelijk gebied |
| ---- | ------ | ------- | -------- | ------------------- | ---------------- | ---------------- |
| 2005 | 74     | 107     | 100      | 61                  | 48               | 64               |
| 2006 | 67     | 101     | 104      | 57                  | 43               | 62               |
| 2007 | 64     | 105     | 99       | 54                  | 43               | 51               |
| 2008 | 63     | 97      | 106      | 43                  | 37               | 50               |
| 2009 | 61     | 85      | 99       | 41                  | 42               | 50               |

### Kostendekkingsgraad in procenten
| Jaar | G3 bus | G3 tram | G3 metro | Stedelijk rondom G3 | Stedelijk overig | Landelijk gebied |
| ---- | ------ | ------- | -------- | ------------------- | ---------------- | ---------------- |
| 2005 | 36     | 48      | 79       | 46                  | 53               | 43               |
| 2006 | 40     | 50      | 78       | 47                  | 52               | 41               |
| 2007 | 40     | 51      | 78       | 49                  | 51               | 42               |
| 2008 | 38     | 53      | 76       | 47                  | 53               | 41               |
| 2009 | 38     | 58      | 77       | 50                  | 50               | 39               |

|                     | 2009 | 2010 | 2011 | 2012 |
| ------------------- | ---- | ---- | ---- | ---- |
| GVB (Amsterdam)     |      |      | 57   | 69   |
| Provincie Utrecht   | 48   | 48   | 45   |      |
| Haarlem/IJmond      |      | 49,5 | 50   | 55   |
| Gooi en Vechtstreek |      | 42   | 39   | 43   |
| Noord-Holland Noord |      | 41   | 41   | 44   |

## Kostendekkingsgraad België
De Vlaamse vervoermaatschappij "De Lijn" staat bekend om haar lage kostendekkingsgraad in enge en hoge graad in ruime zin. In enge zin is de graad tussen 1995, 2000 en 2007 gedaald van 32 over 27,8 naar 13,7 procent, veroorzaakt door een politiek waarbij de reiskosten voor reizigers lager werden en het aanbod aan busdiensten werd vergroot. In ruime zin is het aantal gebruikers van de bus en tram tussen 1995 en 2005 met 99% toegenomen en is de groei van het autoverkeer geremd.